# Longvilliers (Yvelines)
Pour les articles homonymes, voir Longvilliers.
Longvilliers est une commune française située dans le département des Yvelines en région Île-de-France.

## Géographie

### Situation
C'est une commune appartenant au parc naturel régional Haute Vallée de Chevreuse.

### Hydrographie
Elle est irriguée par la Rémarde, affluent de l'Orge.

### Hameaux de la commune
- Longvilliers ou le Bourg (chef-lieu),
- la Bâte,
- Reculet,
- le Petit Plessis,
- le Plessis Mornay,
- Bouc Étourdi, ancien terrier, déformation de  « Bouquet Tordu »  qui aurait désigné un groupe d'arbres tortillards.

### Communes limitrophes
Les communes limitrophes sont : Saint-Arnoult-en-Yvelines à l'ouest, Rochefort-en-Yvelines au nord-ouest, Bonnelles au nord et de trois communes de l'Essonne (Dourdan au sud et Angervilliers et Saint-Cyr-sous-Dourdan à l'est).

### Transports et voies de communications

#### Réseau routier
La commune est percutée par l'autoroute française A10 (L'Aquitaine) et y possède une péage (sortie 10 Dourdan, Saint-Arnoult). Un peu plus loin de son secteur est situé aussi un des péages le plus important de l'Europe (péage de Saint-Arnoult).

#### Desserte ferroviaire

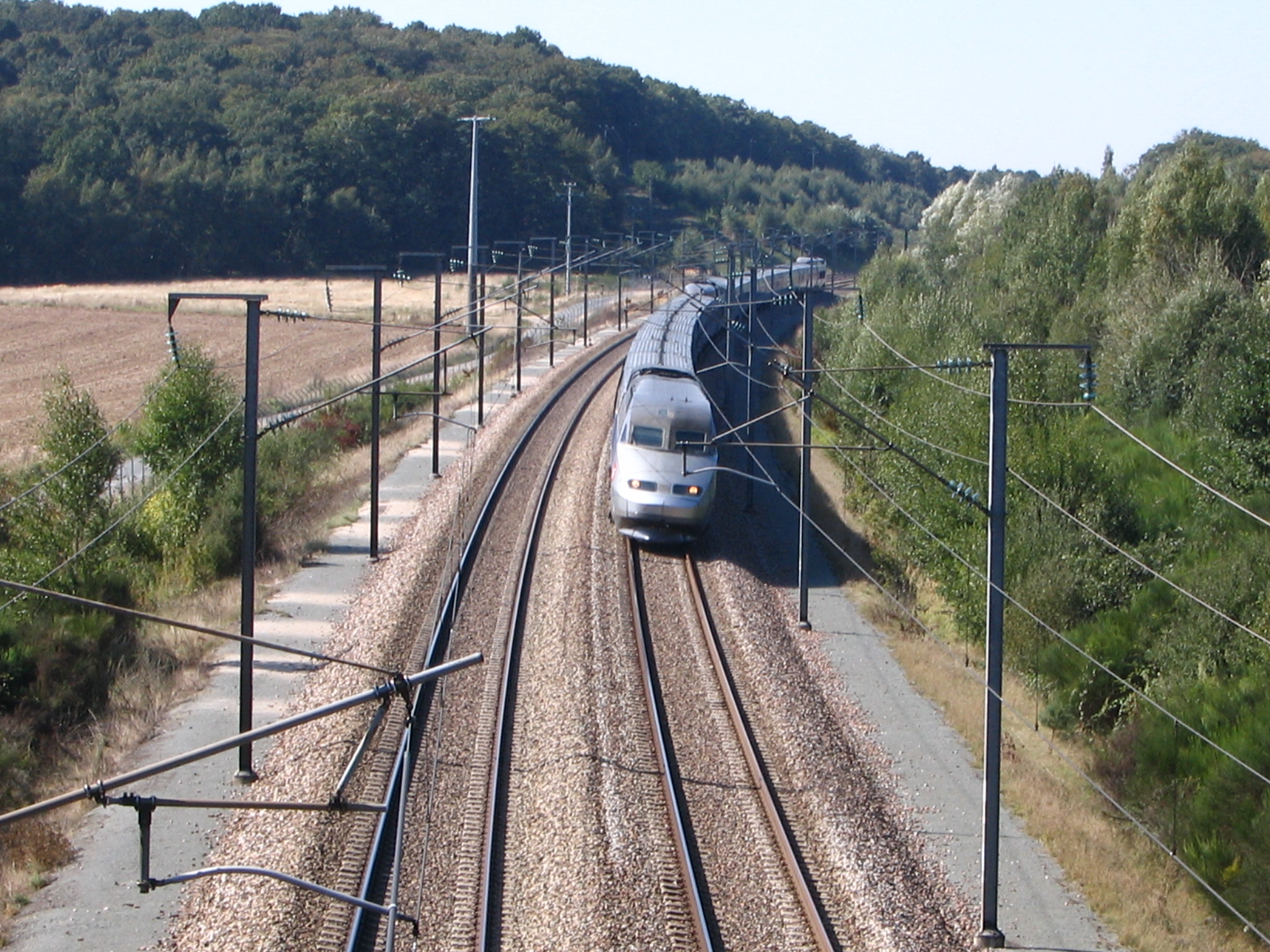
La LGV Atlantique à la traversée de la commune de Longvilliers.

Les gares SNCF les plus proches sont celles de Dourdan - La Foret et Rambouillet.
Néanmoins il existe encore un ancien tracé de la ligne Paris-Ablis du début de siècle, qui n'est plus aménagé et qui reste parfois visible. Cette ligne a été, sur la commune de Limours, utilisée par l'aérotrain pendant les phases de tests.

#### Bus
La commune est desservie par les lignes Express 10, 23, 29, 39.07A, 39.07B et 39.30C du réseau de bus Centre et Sud Yvelines et par les lignes Express 91.02 et 91.03 du réseau de bus Essonne Sud Ouest.

### Climat
Pour des articles plus généraux, voir Climat de l'Île-de-France et Climat des Yvelines.
En 2010, le climat de la commune est de type climat océanique dégradé des plaines du Centre et du Nord, selon une étude du CNRS s'appuyant sur une série de données couvrant la période 1971-2000. En 2020, Météo-France publie une typologie des climats de la France métropolitaine dans laquelle la commune est exposée à un climat océanique altéré et est dans la région climatique Sud-ouest du bassin Parisien, caractérisée par une faible pluviométrie, notamment au printemps (120 à 150 mm) et un hiver froid (3,5 °C).
Pour la période 1971-2000, la température annuelle moyenne est de 10,9 °C, avec une amplitude thermique annuelle de 15 °C. Le cumul annuel moyen de précipitations est de 638 mm, avec 10,9 jours de précipitations en janvier et 7,8 jours en juillet. Pour la période 1991-2020, la température moyenne annuelle observée sur la station météorologique la plus proche, située sur la commune de Dourdan à 6 km à vol d'oiseau, est de 11,4 °C et le cumul annuel moyen de précipitations est de 654,2 mm,. Pour l'avenir, les paramètres climatiques de la commune estimés pour 2050 selon différents scénarios d'émission de gaz à effet de serre sont consultables sur un site dédié publié par Météo-France en novembre 2022.

## Urbanisme

### Typologie
Au 1er janvier 2024, Longvilliers est catégorisée commune rurale à habitat dispersé, selon la nouvelle grille communale de densité à sept niveaux définie par l'Insee en 2022.
Elle est située hors unité urbaine. Par ailleurs la commune fait partie de l'aire d'attraction de Paris, dont elle est une commune de la couronne,. Cette aire regroupe 1 929 communes,.

### Occupation des solssimplifiée
Le territoire de la commune se compose en 2017 de 87,75 % d'espaces agricoles, forestiers et naturels, 3,58 % d'espaces ouverts artificialisés et 8,68 % d'espaces construits artificialisés.

### Occupation des sols détaillée
Le tableau ci-dessous présente l'occupation des sols de la commune en 2018, telle qu'elle ressort de la base de données européenne d’occupation biophysique des sols Corine Land Cover (CLC).
| Type d’occupation                                 | Pourcentage | Superficie (en hectares) |
| ------------------------------------------------- | ----------- | ------------------------ |
| Tissu urbain discontinu                           | 3,9 %       | 55                       |
| Réseau routier et ferroviaire et espaces associés | 7,4 %       | 104                      |
| Équipements sportifs et de loisirs                | 0,2 %       | 1                        |
| Terres arables hors périmètres d'irrigation       | 30,9 %      | 436                      |
| Prairies et autres surfaces toujours en herbe     | 15,5 %      | 219                      |
| Systèmes culturaux et parcellaires complexes      | 5,5 %       | 78                       |
| Forêts de feuillus                                | 36,7 %      | 517                      |
| Source : Corine Land Cover                        |             |                          |

## Toponymie
Le nom de la localité est attesté sous les formes Longus Villaris, Longum Villare en 1136.
De l'adjectif du bas latin longum « long » et villare « domaine ».
Homonymie avec Longvilliers (Pas-de-Calais).

## Histoire
Le village date du VIe siècle et s'est construit autour d'un prieuré des moines de Saint-Maur-des-Fossés.
Vers 1400, pendant la guerre de Cent Ans, les Anglais ravagent la ville et l'église Saint-Pierre de Longvilliers.

### Histoire contemporaine
Le 3 juin 1944, à 2 heures, au lieu-dit les Fonds du Grand Plessis, entre Longvilliers et Rochefort, un bombardier anglais Halifax s'écrase dans un champ de betteraves : de retour de bombardement de la gare de Trappes, il a été pris en chasse par les avions allemands et abattu. Trois aviateurs anglais meurent sur le coup. Le quatrième est blessé et soigné à la ferme voisine de la Forge : il sera fait prisonnier par les Allemands, accourus. Le sort des trois derniers, qui avaient eu le temps de sauter en parachute, n'est pas connu

## Politique et administration

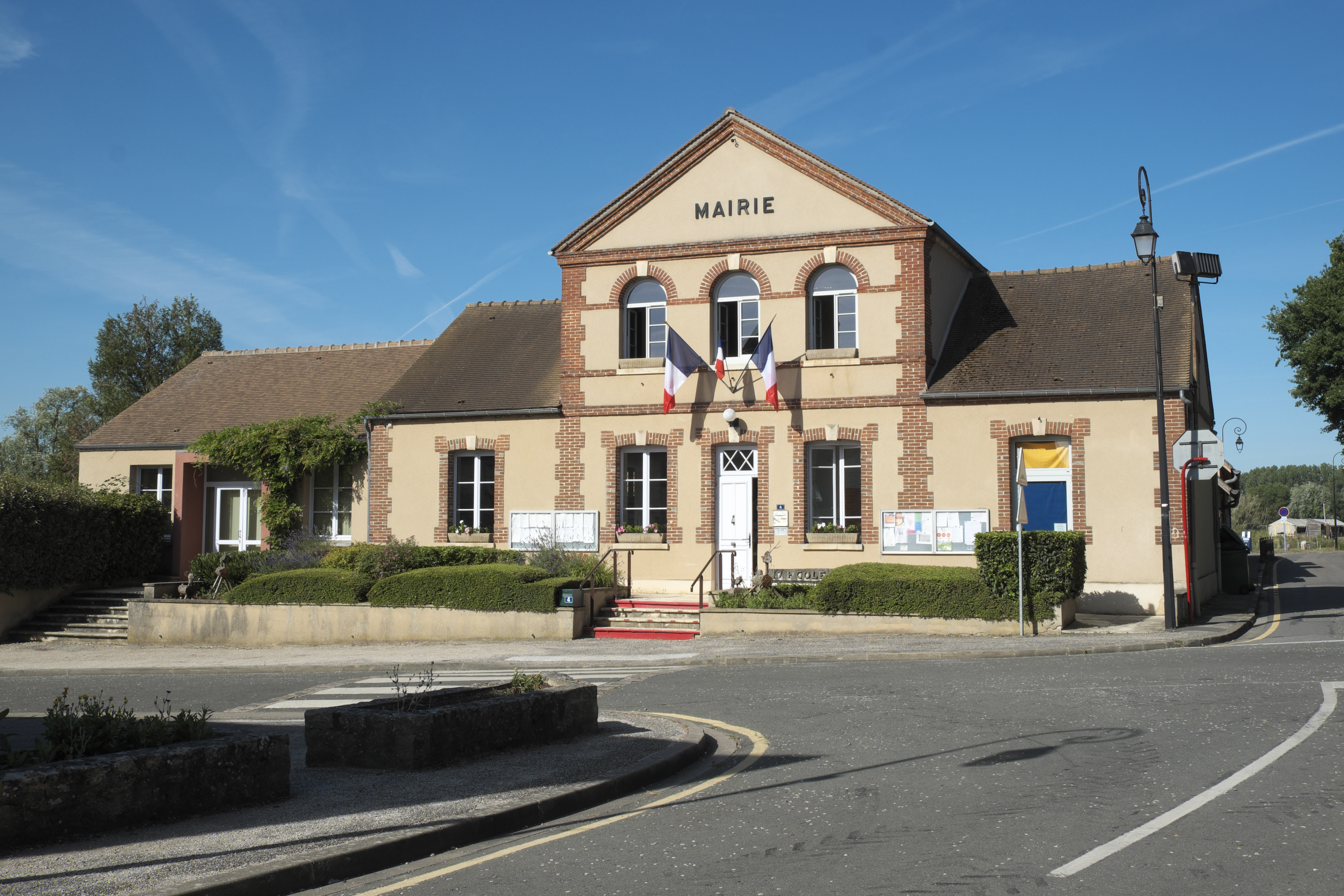
La mairie.

### Liste des maires
| Période                                  | Période  | Identité             | Étiquette | Qualité |
| ---------------------------------------- | -------- | -------------------- | --------- | ------- |
| Les données manquantes sont à compléter. |          |                      |           |         |
| 1983                                     | 2001     | Daniel Escroignard   |           |         |
| 2001                                     | 2008     | Jean-Christophe Juin |           |         |
| 2008                                     | 2020     | Marc Alles           |           |         |
| 2020                                     | En cours | Maurice Chanclud     |           |         |

## Population et société

### Démographie

#### Évolution démographique
L'évolution du nombre d'habitants est connue à travers les recensements de la population effectués dans la commune depuis 1793. Pour les communes de moins de 10 000 habitants, une enquête de recensement portant sur toute la population est réalisée tous les cinq ans, les populations de référence des années intermédiaires étant quant à elles estimées par interpolation ou extrapolation. Pour la commune, le premier recensement exhaustif entrant dans le cadre du nouveau dispositif a été réalisé en 2008.

En 2022, la commune comptait 498 habitants, en évolution de −0,4 % par rapport à 2016 (Yvelines : +2,72 %, France hors Mayotte : +2,11 %).
| 1793 | 1800 | 1806 | 1821 | 1831 | 1836 | 1841 | 1846 | 1851 |
| ---- | ---- | ---- | ---- | ---- | ---- | ---- | ---- | ---- |
| 324  | 337  | 337  | 339  | 338  | 370  | 343  | 320  | 323  |

| 1856 | 1861 | 1866 | 1872 | 1876 | 1881 | 1886 | 1891 | 1896 |
| ---- | ---- | ---- | ---- | ---- | ---- | ---- | ---- | ---- |
| 328  | 338  | 349  | 376  | 379  | 364  | 378  | 384  | 314  |

| 1901 | 1906 | 1911 | 1921 | 1926 | 1931 | 1936 | 1946 | 1954 |
| ---- | ---- | ---- | ---- | ---- | ---- | ---- | ---- | ---- |
| 348  | 340  | 306  | 208  | 200  | 184  | 167  | 206  | 158  |

| 1962 | 1968 | 1975 | 1982 | 1990 | 1999 | 2006 | 2008 | 2013 |
| ---- | ---- | ---- | ---- | ---- | ---- | ---- | ---- | ---- |
| 140  | 156  | 262  | 331  | 375  | 442  | 485  | 500  | 499  |

| 2018 | 2022 | - | - | - | - | - | - | - |
| ---- | ---- | - | - | - | - | - | - | - |
| 504  | 498  | - | - | - | - | - | - | - |

#### Pyramide des âges
En 2018, le taux de personnes d'un âge inférieur à 30 ans s'élève à 30,6 %, soit en dessous de la moyenne départementale (38 %). À l'inverse, le taux de personnes d'âge supérieur à 60 ans est de 26,5 % la même année, alors qu'il est de 21,7 % au niveau départemental.
En 2018, la commune comptait 248 hommes pour 256 femmes, soit un taux de 50,79 % de femmes, légèrement inférieur au taux départemental (51,32 %).
Les pyramides des âges de la commune et du département s'établissent comme suit.
| Hommes | Classe d’âge | Femmes |
| ------ | ------------ | ------ |
| 0,4    | 90 ou +      | 2,3    |
| 6,0    | 75-89 ans    | 6,6    |
| 18,5   | 60-74 ans    | 19,1   |
| 29,4   | 45-59 ans    | 27,0   |
| 11,3   | 30-44 ans    | 18,0   |
| 13,7   | 15-29 ans    | 11,7   |
| 20,6   | 0-14 ans     | 15,2   |

| Hommes | Classe d’âge | Femmes |
| ------ | ------------ | ------ |
| 0,6    | 90 ou +      | 1,4    |
| 6      | 75-89 ans    | 7,8    |
| 13,5   | 60-74 ans    | 14,8   |
| 20,7   | 45-59 ans    | 20,1   |
| 19,6   | 30-44 ans    | 19,9   |
| 18,5   | 15-29 ans    | 16,8   |
| 21,2   | 0-14 ans     | 19,2   |

## Économie
La commune est principalement orientée vers l'agriculture et l'élevage de chevaux. Les parties boisées, situées principalement dans le nord et dans le sud de la commune, couvrent environ 40 % du territoire.

## Culture locale et patrimoine

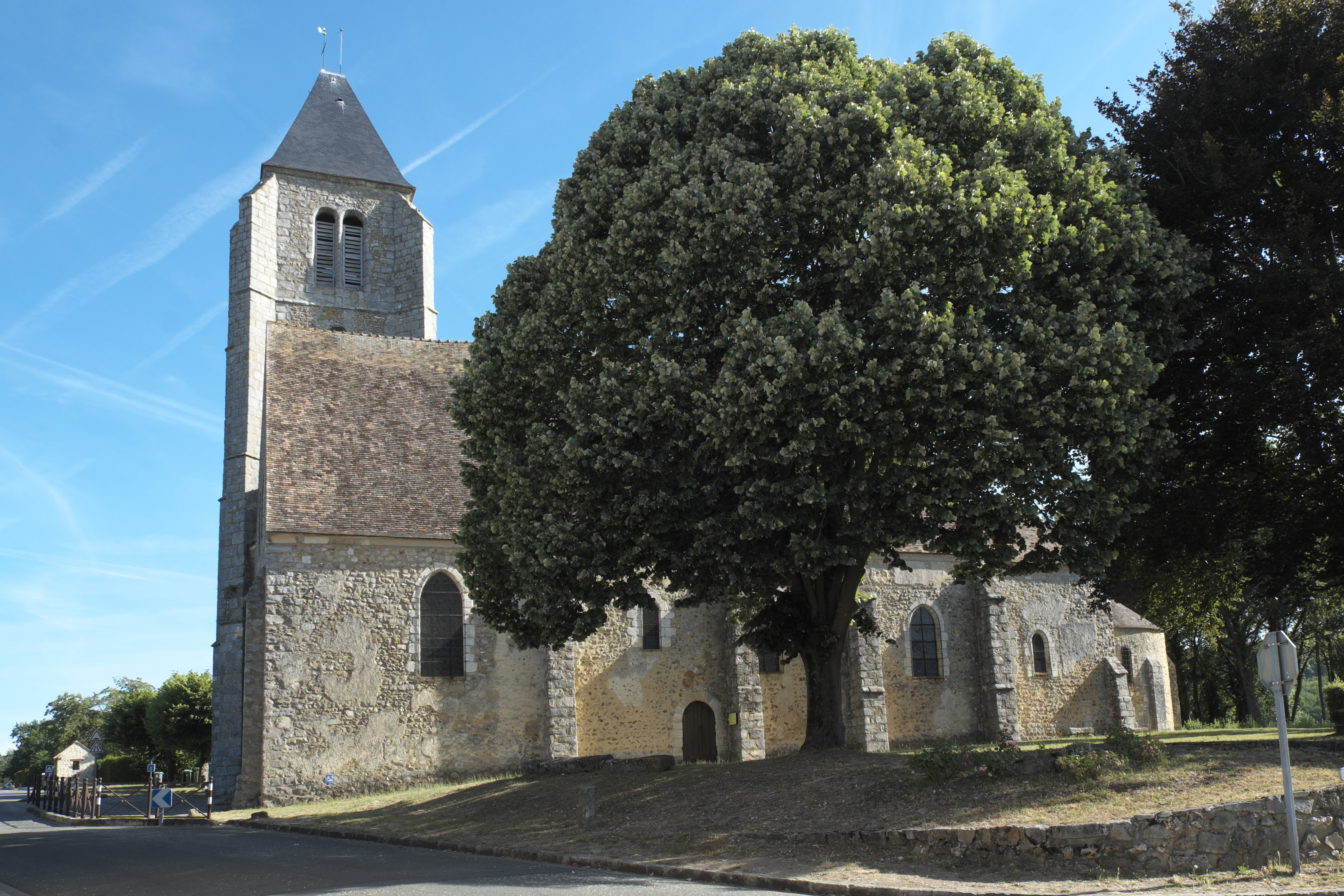
L’église Saint-Pierre.

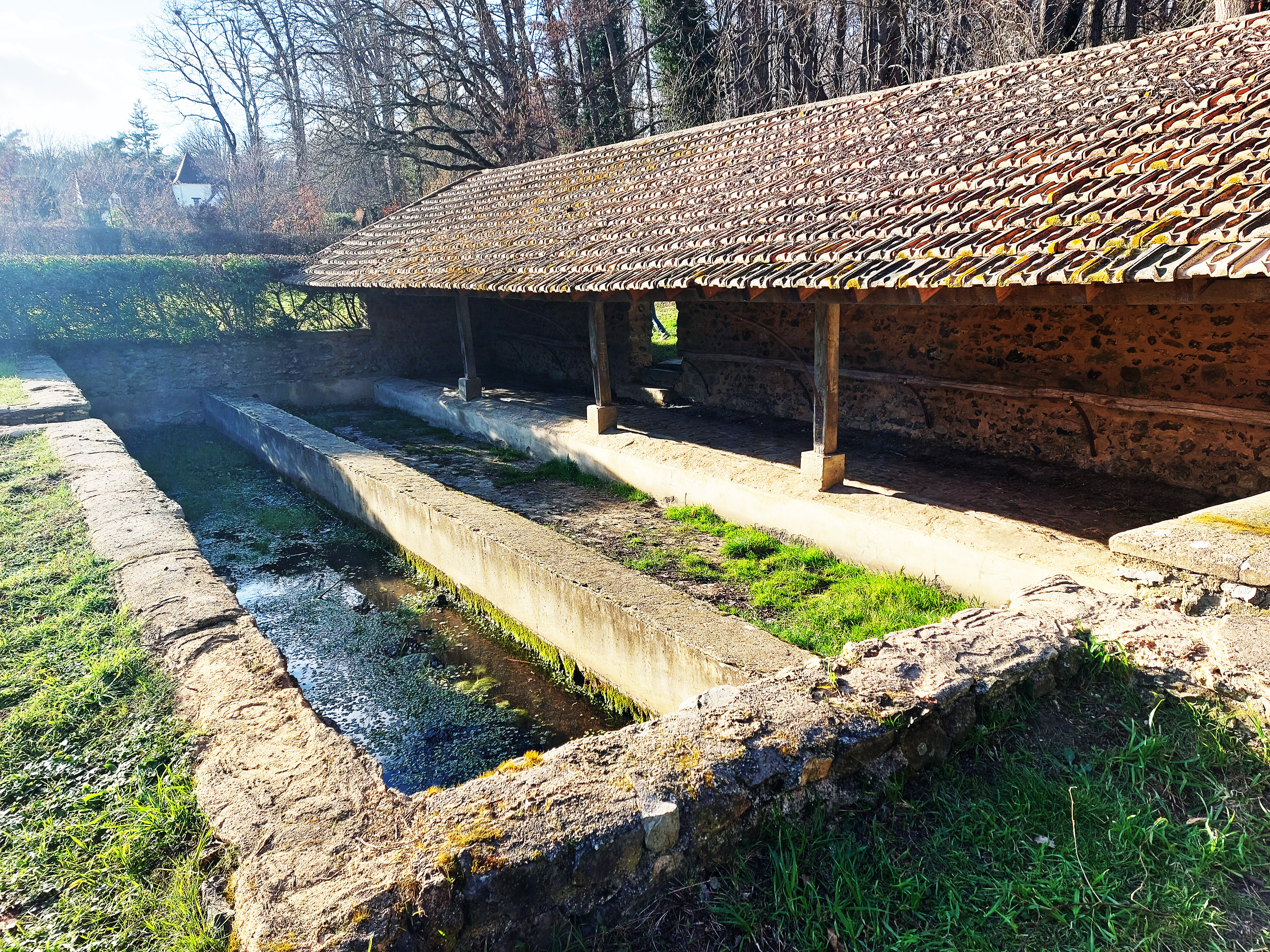
Le lavoir de La Bâte

### Lieux et monuments
- Église Saint-Pierre, classée à l'inventaire supplémentaire des monuments historiques en 1950.
- Quatre lavoirs de rivière ont été construits dans la seconde moitié du 19e siècle : le Lavoir du Bourg (1878), le lavoir de Reculet (1874), le lavoir de Saint-Fargeau alimentés par la Rémarde et le lavoir de La Bâte alimenté par la Gloriette. Ces lavoirs ont été construits avec du grès, de la pierre meulière, du bois, de la tuile et du métal. Le plus grand des lavoirs est celui de La Bâte avec 15 mètres de long.

### Pèlerinage de Compostelle
Le GR 655 OT, variante moderne de la via Turonensis du pèlerinage de Saint-Jacques-de-Compostelle, passe par le hameau de la Bâte puis par le chef-lieu.
On vient de Bonnelles ; la prochaine étape est Saint-Arnoult-en-Yvelines.